# Sin nombre

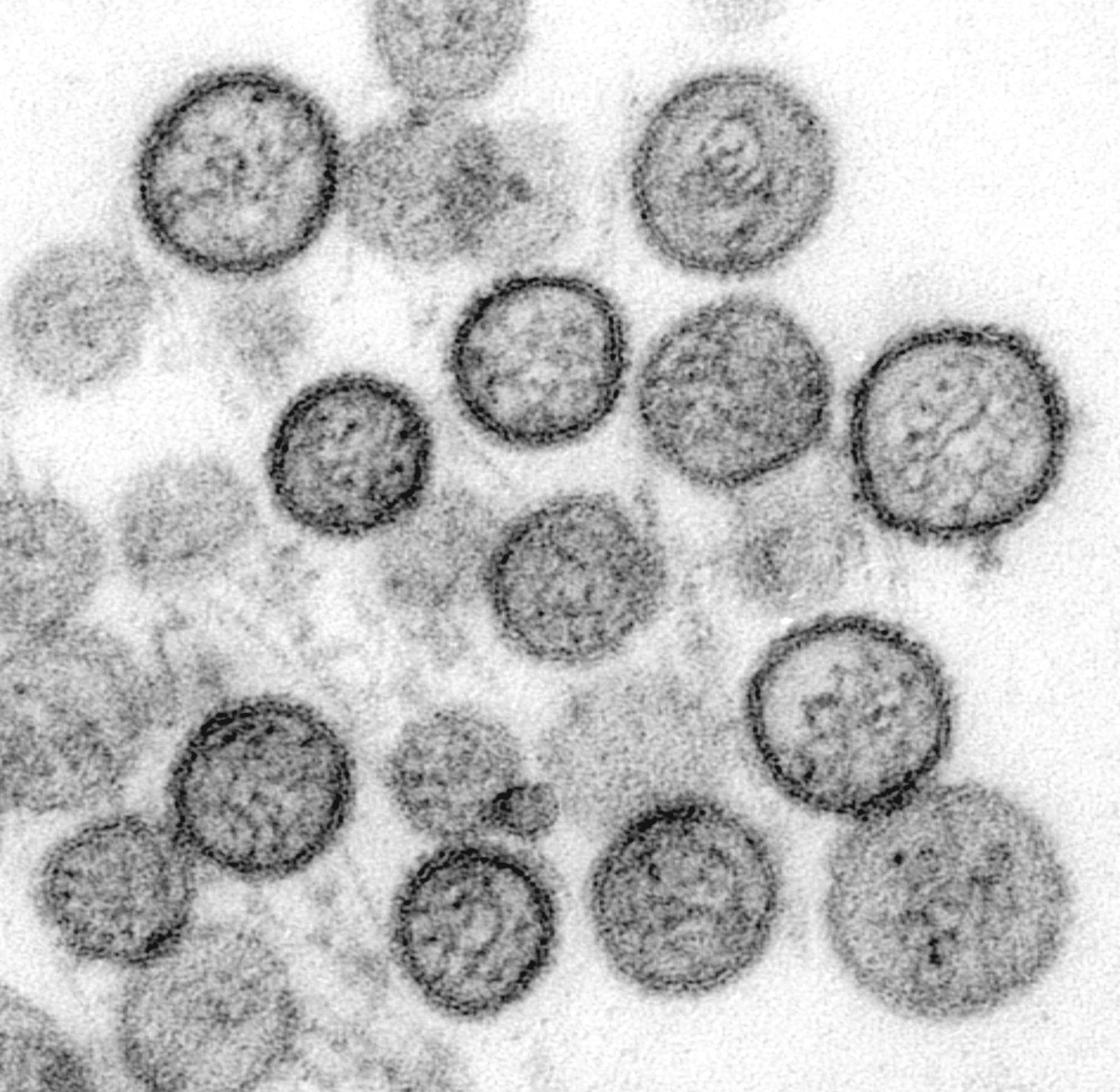
Vírus Sin nombre

Sin nombre  é um vírus causador da síndrome pulmonar por hantavírus em humanos.